# V Phoenicis
V Phoenicis är en pulserande variabel av Mira Ceti-typ (M) i stjärnbilden Fenix.
Stjärnan varierar mellan visuell magnitud +8,29 och 14,4 med en period av 261 dygn.